# Коно (народ)
Ко́но — народ, проживающий в северной части восточной провинции Сьерра-Леоне, его численность составляет более 125 тыс. человек.

## Языковая принадлежность
Язык коно относится к семье манде, входящей в нигеро-конголезскую макросемью. Близок к ваи и (в меньшей степени) к куранко. Письменность народа коно создана на основе латинского алфавита.

## Религиозная принадлежность
Исповедуют традиционных верований, также среди жителей есть представители мусульманской веры (около 10 %), около 5 % являются христианами.

## Основные занятия
Основная деятельность — земледелие. Выращивают рис, сорго, маниок, хлопок, занимаются сбором дикого меда.

### Ремесла
Среди ремесел распространены — кузнечное, ткачество, кожевенное дело.

## Система родства
Семья — большая патрилинейная.
Большие экзогамные родственные группы-дамби, объединённые общим именем-тотемом и общим пищевым запретом.
Тайные союзы: мужской — Поро, женский — Бунду (Санде), общие с большинством народов Сьерра-Леоне и Северной Либерии; существует также союз охотников.